# Леженея
Леженея (Lejeunea) — рід листяних печіночників родини Lejeuneaceae. GBIF перераховує до 592 видів (станом на жовтень 2022 року), а також поширення по всьому світу. World Flora Online містить до 531 виду (станом на липень 2023 року). Рід був описаний Марі-Анн Ліберт у 1820 році. Назва роду Lejeunea — на честь Олександра Луї Сімона Лежена (1779–1858), який був бельгійським лікарем і ботаніком.

## Вибрані види
- Lejeunea cavifolia
- Lejeunea flava
- Lejeunea hodgsoniana
- Lejeunea sordida